# Maria Aparecida Ferrari
Maria Aparecida Ferrari (... – ottobre 2022) è stata una cestista brasiliana.

## Carriera
Con il Brasile ha disputato i Campionati del mondo del 1953 e due edizioni dei Campionati sudamericani (1950, 1952).